# Гунтер фон Майсен
Гунтер фон Майсен (на немски: Gunther von Meißen; † 1 ноември 1025, Залцбург) от род Екехардини от Маркграфство Майсен, е 1009 г. кралски канцлер, и няколко месеца от 1024 до 1025 г. архиепископ на Залцбург.

## Биография
Той е третият син на Екехард I (960 – 1002), маркграф на Майсен, и съпругата му Сванхилда (Суанехилда), дъщеря на саксонския маркграф Херман Билунг. По-малкият му брат Айлвард фон Майсен († 1023) е от 1016 г. епископ на Майсен.
Гунтер получава отлично образование в прочутото училище на Ноткер в Лиеж. Той е от 1009 г. канцлер на император Хайнрих II. През 1024 г. е избран за архиепископ на Залцбург.
Гунтер умира на 1 ноември 1025 г.